# Superliga de Serbia 2011-12
La Superliga de Serbia, en su temporada 2011-12, fue la 6ª edición del torneo. El campeón fue el club Partizan de Belgrado que consiguió el 24° título en su historia; logró además el doblete al vencer en la final de la copa al Vojvodina Novi Sad.

## Formato de competición
Los doce clubes en la competición se agrupan en un único grupo en que se enfrentan dos veces a sus oponentes en dos ruedas (ida y vuelta), con un total de 30 partidos jugados por club. Al final de la temporada los dos últimos clasificados son relegados a Segunda Liga.
El club BASK Belgrado ascendido el año anterior a la SuperLiga, declinó su participación señalando dificultades financieras. El club fue penalizado por la Asociación de fútbol, siendo degradado dos divisiones. Los equipos ascendidos fueron entonces el subcampeón Radnicki Kragujevac y el tercer clasificado FK Novi Pazar. Radnički regresa a la máxima categoría por primera vez desde la temporada 2001/02, Para el Novi Pazar será su primera temporada en la máxima competición.
Al final de la temporada, el campeón se clasifica para la segunda ronda previa de la Liga de Campeones 2012-13. Otros tres cupos quedan reservados para la UEFA Europa League 2012-13.

## Posiciones
|  |     | Equipo                   | PJ | PG | PE | PP | GF | GC | DG  | PTS |
|  | --- | ------------------------ | -- | -- | -- | -- | -- | -- | --- | --- |
|  | 1.  | Partizan Belgrado        | 30 | 26 | 2  | 2  | 67 | 12 | +55 | 80  |
|  | 2.  | Estrella Roja Belgrado   | 30 | 21 | 5  | 4  | 57 | 18 | +39 | 68  |
|  | 3.  | Vojvodina Novi Sad       | 30 | 14 | 10 | 6  | 44 | 26 | +18 | 52  |
|  | 4.  | FK Jagodina              | 30 | 14 | 9  | 7  | 34 | 20 | +14 | 51  |
|  | 5.  | Sloboda Užice            | 30 | 15 | 6  | 9  | 42 | 35 | +7  | 51  |
|  | 6.  | Radnicki Kragujevac (A)  | 30 | 11 | 14 | 5  | 38 | 27 | +11 | 47  |
|  | 7.  | Spartak Subotica         | 30 | 11 | 10 | 9  | 31 | 31 | ±0  | 43  |
|  | 8.  | OFK Belgrado             | 30 | 12 | 4  | 14 | 34 | 36 | -2  | 40  |
|  | 9.  | Javor Ivanjica           | 30 | 11 | 6  | 13 | 28 | 32 | -4  | 39  |
|  | 10. | Rad Belgrado             | 30 | 10 | 7  | 13 | 33 | 31 | +2  | 37  |
|  | 11. | Hajduk Kula              | 30 | 9  | 6  | 15 | 28 | 44 | -16 | 33  |
|  | 12. | BSK Borča                | 30 | 7  | 9  | 14 | 18 | 39 | -21 | 30  |
|  | 13. | FK Smederevo             | 30 | 9  | 2  | 19 | 22 | 42 | -20 | 29  |
|  | 14. | FK Novi Pazar (A)        | 30 | 6  | 10 | 14 | 21 | 41 | -20 | 28  |
|  | 15. | Borac Cacak              | 30 | 4  | 7  | 19 | 16 | 45 | -29 | 19  |
|  | 16. | Metalac Gornji Milanovac | 30 | 2  | 9  | 19 | 14 | 48 | -34 | 15  |

- (A): ascendido la temporada anterior.

### Máximos goleadores
| Goles          | Jugador             | Club |
| -------------- | ------------------- | ---- |
| Darko Spalević | Radnički Kragujevac | 19   |
| Zvonimir Vukić | FK Partizan         | 13   |
| Savo Kovačević | Sloboda Užice       | 12   |
| Cadú           | Estrella Roja       | 11   |
| Lamine Diarra  | FK Partizan         | 11   |
| Nemanja Tomić  | FK Partizan         | 11   |
| Milan Bubalo   | Hajduk Kula         | 10   |

Fuente: superliga.rs

## Segunda Liga
En la Segunda División (Prva Liga Srbija) compitieron 18 clubes, dos equipos fueron ascendidos a la Superliga Serbia. cuatro clubes fueron relegados a la Liga Srpska, tercera división del fútbol serbio.
|  |     | Equipo                 | PJ | PG | PE | PP | GF | GC | DG  | PTS |
|  | --- | ---------------------- | -- | -- | -- | -- | -- | -- | --- | --- |
|  | 1.  | Radnicki Niš           | 34 | 20 | 7  | 7  | 52 | 28 | +24 | 67  |
|  | 2.  | FK Donji Srem          | 34 | 16 | 13 | 5  | 34 | 15 | +19 | 61  |
|  | 3.  | Mladost Lučani         | 34 | 13 | 14 | 7  | 42 | 27 | +15 | 53  |
|  | 4.  | Bežanija Novi Beograd  | 34 | 11 | 19 | 4  | 33 | 15 | +18 | 52  |
|  | 5.  | FK Indija              | 34 | 14 | 10 | 10 | 35 | 32 | +3  | 52  |
|  | 6.  | Napredak Kruševac      | 34 | 13 | 12 | 9  | 39 | 29 | +10 | 51  |
|  | 7.  | Sloga Kraljevo         | 34 | 14 | 8  | 12 | 33 | 33 | 0   | 50  |
|  | 8.  | Teleoptik Zemun        | 34 | 12 | 13 | 9  | 45 | 26 | +19 | 49  |
|  | 9.  | Proleter Novi Sad      | 34 | 14 | 7  | 13 | 33 | 34 | -1  | 49  |
|  | 10. | FK Novi Sad            | 34 | 11 | 10 | 13 | 37 | 42 | -5  | 43  |
|  | 11. | FK Mladenovac          | 34 | 11 | 10 | 13 | 46 | 52 | -6  | 43  |
|  | 12. | Kolubara Lazarevac     | 34 | 12 | 7  | 15 | 35 | 43 | -8  | 43  |
|  | 13. | FK Cukaricki Stamkon   | 34 | 10 | 11 | 13 | 31 | 39 | -8  | 41  |
|  | 14. | Banat Zrenjanin        | 34 | 9  | 14 | 11 | 34 | 41 | -7  | 41  |
|  | 15. | Radnicki Sombor        | 34 | 11 | 8  | 15 | 25 | 33 | -8  | 41  |
|  | 16. | Mladi Radnik Požarevac | 34 | 9  | 9  | 16 | 29 | 38 | -9  | 36  |
|  | 17. | Sindelic Niš           | 34 | 7  | 10 | 17 | 34 | 50 | -16 | 31  |
|  | 18. | SREM Sremska Mitrovica | 34 | 4  | 8  | 22 | 27 | 67 | -40 | 20  |

Ascensos desde tercera liga: Voždovac Belgrado, Timok Zajecar, Radnicki Nova Pazova, Jedinstvo Putevi Uzice.